# 拉瓦斯克莱托
拉瓦斯克莱托（義大利語：Ravascletto），是意大利乌迪内省的一个市镇。总面积26.32平方公里，人口583人，人口密度22.2人/平方公里（2009年）。ISTAT代码为030088。

## 外部链接

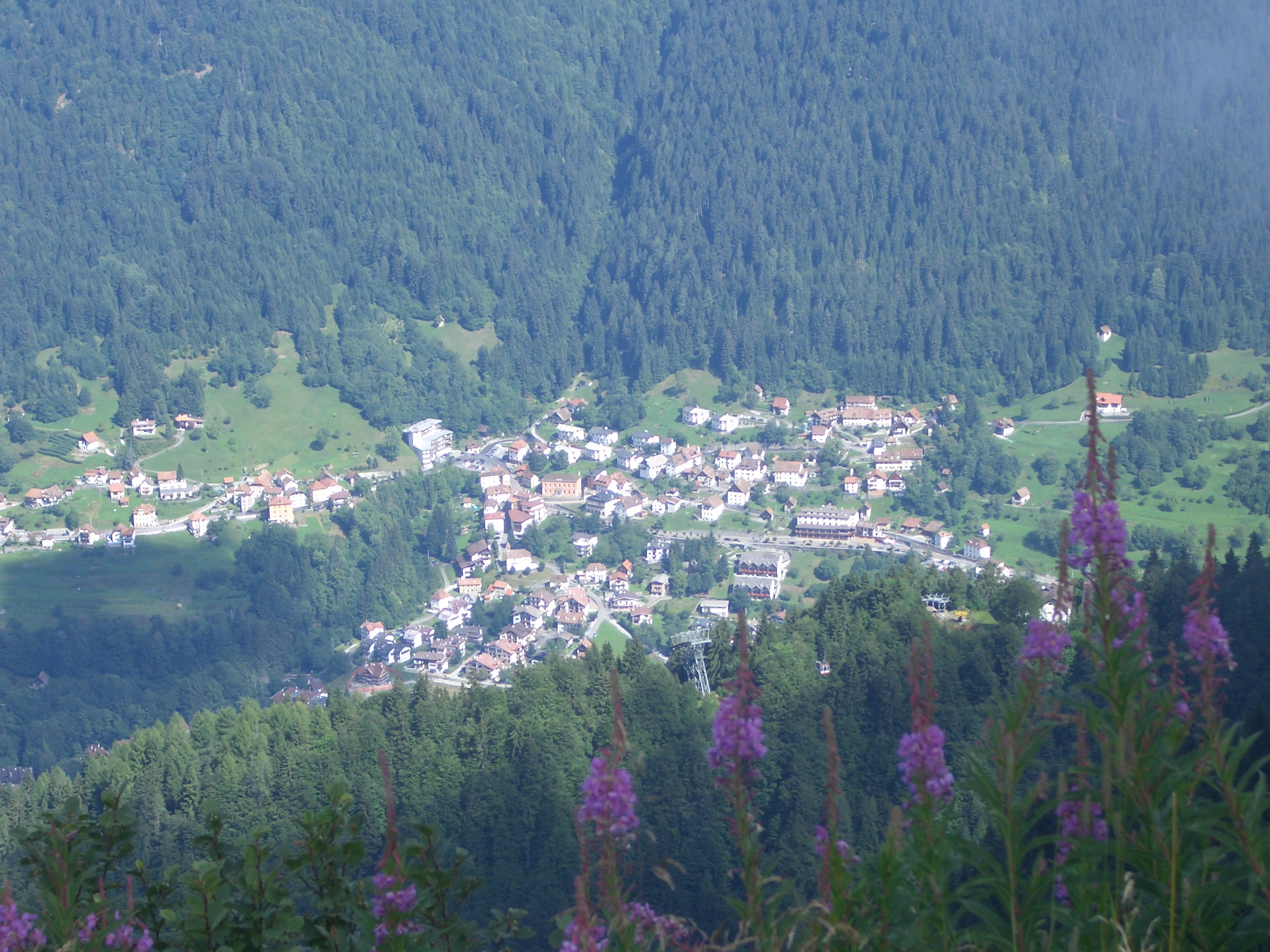
拉瓦斯克莱托
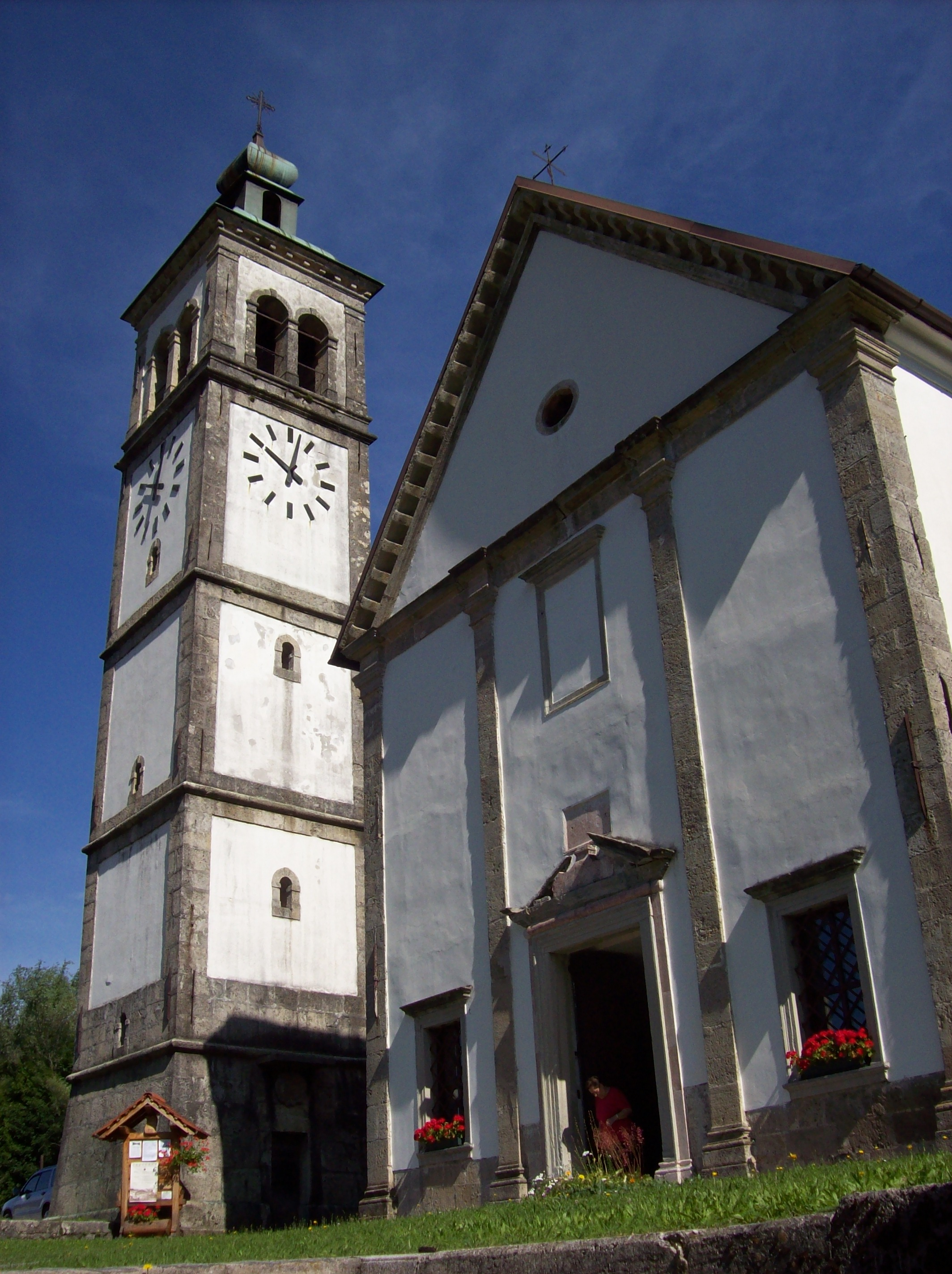
拉瓦斯克莱托的教堂